# Kozielaski
Kozielaski – dawny wąskotorowy kolejowy przystanek osobowy w Starym Tomyślu, w gminie Nowy Tomyśl, w powiecie nowotomyskim, w województwie wielkopolskim, w Polsce. Został wybudowany w 1898 roku razem z linią do Wąsowa.